# Епизоотија
Епизоотија је појава обољења или угинућа већег броја животиња од неке болести, која је неуобичајена по броју случајева, времену и месту јављања или захваћеној врсти животиња, као и повећана учесталост обољења или угинућа чији је узрок привремено неутврђен. Она има велики друштвени и економски значај јер озбиљно може угрозити пољопривреду, сточарство и екосистеме на одређеном подручју, ако се јави у облику епидемије.

## Основни појмови
- Епизоотија, панзоотија, ензоотија су термини везани за зоонозе (или антропозоонозе) и еквилалентни су терминима епидемија, ендемије и пандемија који су везани за хуману медицину.
- Егзотичне заразне болести су болести животиња дефинисане у складу са препорукама ОИЕ које нису присутне на територији Републике Србије.
- Експлозивне заразне болести су заразне болести животиња које се нагло јављају и брзо шире међу популацијом животиња исте или различите врсте, преносе на различите начине и изазивају велике економске штете.
- Ензоотске заразне болести су болести животиња дефинисане у складу са препорукама ОИЕ које су присутне на територији једне земље.
- Епизоотиолошка јединица је подручје које обухвата територију општине или њен део.
- Епизоотиолошко подручје је подручје које обухвата већи број епизоотиолошких јединица.
- Заражено подручје је подручје на којем је регистрована заразна болест.

## Епидемиологија
С обзиром на појаву, начин кретања и ток заразне болести са епидемиолошког становишта разликују се више врста заразних болести:
Епизоотија
Код еизоотија заразне болести се јављају на већем броју животиња и карактеришу се брзим ширењем болести.
Ензотија
Болест се јавља на једном месту, у једном крају и даље се не шири.
Панзоотија
Панзоотија је зараза која захвата шире подручје, нпр. покрајину,провинцију, земљу, континент.
Зоонозе
Зооноза је болест која се примарно јаља код животиња, и коју човек може добити од болесних или наизглед здравих животиња.
Периодичне појаве епизоотија у земљама Блиског истока и Африке озбиљна су здравствена претња европским државама, на- рочито земљама Медитерана и Балканског полуострова. Разлози за често појављивање ове болести у Африци и на територији Блиског истока су вишеструки и последица су недовољне развијености држава у овим географским регионима, а пре свега због немогућности деловања ветеринарских слжби, недовољно развијених дијагностиких капацитета за брзу и прецизну лабораторијску дијагностику , слабе просвећености сеоског становништва и традиционалног начина узгоја преживара.
Интензивни саобраћај хране животињског порекла, услуга и кретања људи, културних и туристиких веза на глобалном нивоу узрок је сталне и реална опасност од брзог и неконтролисаног ширења епизоотија. Стога је приоритет епизоотиолоких служби већине земаља да стално прате епизоотиолошку ситуацију на ендемским подручјима.

### Фактори који утичу на појаву епизоотија
Као могући предуслови за појаву и епидемијско ширење заразних болести код животиња наводе се следећи фактори:
- промет пријемчивих живих животиња из ендемијских области,
- неконтролисани прекогранични промет из земаља у којим владају епизоотије,
- програми вакцинације, који често нису у корелацији са сојевима вируса у зараженим подручјима,
- недостатак резерви вакцина за егзотине сојеве вируса
- недовољно развијени или потпуно одсуство система за брзо откривање и брзо реаговање у случају појављивања инфекције,[4]
- недостатак лабораторијских капацитета за мапирање и секвенционирање вируса,[5]
- недовољно организована ветеринарска служба,
- недостатак одговарајућих националних планова за контролу и сузбијање епизоотија и планова за управљање кризним ситуацијама у случају појављивања егзотичних сојева вируса,
- непостојање одговарајућих контролних мера и програма идентификације и обележавања животиња.

## Процена угрожености неког подручја од епизоотија
Процена угрожености неког подручја од епизоотија заснива се на следећим параметрима:
- Карактер опасности - угрожено подручје треба анализирати са аспекта броја и врста угрожених животиња и карактеристика болести.
- Густина животињског фонда - обухвата анализу густине животињског фонда са аспекта броја и врста животиња критичних на епизоотије.
- Површина и карактеристике угроженог подручја - угрожено подручје се анализирати са аспекта: извора заразне болести, развоја, преношења и ширења болести, могућности предузимања превентивних и куративних мера;
- Изграђеност система заштите од епизоотија - обухвата анализу са аспекта постојања планова заштите од епизоотија, природних и вештачких баријера за ширење болести и капацитета за збрињавање.

Након завршене процене угрожености неког подручја или државе од епизоотије, прави се свеобухватни план заштите који у начелу обухвата следеће мере и поступке:
- Дезинфекција — примена начина, поступака и метода ради уништавања узрочника болести животиња, укључујући и болести које се са животиња могу пренети на људе.
- Дезинсекција — примена начина, поступака и метода ради уништавања штетних инсеката и крпеља.
- Дератизација — примена начина, поступака и метода за уништавање штетних глодара;
- Деконтаминација — примена начина, поступака и метода за одстрањивање и уништавање штетних материја.